# Линд, Аманда
Аманда София Маргарета Линд (швед. Amanda Sofia Margareta Lind, урождённая Йоханссон, Johansson, род. 2 августа 1980, Уппсала) — шведский политический и государственный деятель. Лидер Партии зелёных с 28 апреля 2024 года совместно с Даниэлем Хелльденом. Депутат риксдага (парламента) с 2022 года. В прошлом — министр культуры и по вопросам демократии, ответственный за спорт и национальные меньшинства (2019—2021).

## Биография
Аманда выросла в Лулео, куда семья переехала, когда ей было 3 года. Её отец Эрик Хьюго Йоханссон стал викарием округа Сорселе, а мать Ева Баск Йоханссон была фармацевтом. Аманда выучилась на психолога в университете Умео, который окончила в 2009 году. Работала детским и подростковым психологом в Совете графства Вестерноррланд, в 2009—2011 годах.
В 1999 году Аманда стала членом Партии зелёных, в 2010 году была назначена представителем «зелёных» в Хернёсанде, а в 2012 году представляла Вестерноррланд.
Аманда Линд — бывший советник и первый заместитель председателя муниципального совета в муниципалитете Хернёсанда.
14 мая 2016 года стала секретарём Партии зелёных, сменив Андерса Уолнера. Исполняла обязанности до назначения в правительство.
21 января 2019 года она стала министром культуры и демократии, отвечая также за спорт, во втором правительстве Стефана Лёвена. 24 ноября 2021 года «Зелёные» отказались работать в правительстве, которому предстоит исполнять принятый риксдагом бюджет, предложенный правыми, и покинули коалицию.
По результатам парламентских выборов 2022 года избрана депутатом риксдага. Являлась председателем комитета по культуре риксдага, оставила эту должность после избрания лидером Партии зелёных.
28 апреля 2024 года экстренный съезд Партии зелёных, который прошёл в онлайн-формате, избрал Аманду Линд новым лидером совместно с Даниэлем Хелльденом, лидером с 2023 года.

## Личная жизнь
Аманда замужем за режиссёром Бьёрном Оле Линдом (Björn Ola Lind) и имеет двоих детей.